# Grigneuseville
Grigneuseville település Franciaországban, Seine-Maritime megyében. Lakosainak száma 373 fő (2022. január 1.). Grigneuseville Beaumont-le-Hareng, Bosc-le-Hard, Bracquetuit, Cottévrard, La Crique és Étaimpuis községekkel határos.

## Népesség
A település népességének változása:
| Lakosok száma | 343  | 352  | 366  | 368  | 375  | 375  | 376  | 376  | 373  |
|               | 2013 | 2015 | 2016 | 2017 | 2018 | 2019 | 2020 | 2021 | 2022 |